# 小行星5793
小行星5793（英語：5793 Ringuelet）是一颗围绕太阳公转的小行星。1975年10月5日，菲利克斯·阿圭勒天文台在圣胡安省发现了此天体。
这颗小行星的绝对星等为260.2692326693869等。